# Ensemble 1700
Ensemble 1700 var en orkester (ensemble) med ett femtontal musiker med tidstypiska instrument under ledning av Göran Karlsson. Ensemblen verkade med stöd av Statens Kulturråd samt Musik i Syd. I ensemblen ingick
- Fredrik From, violin
- Antina Hugosson, violin
- Jens Solgaard, violin
- Maria Holm Solgaard, violin
- Stefan Lindvall, violin
- Hanna Ydmark, violin
- Elisabet Enebjörn, violin
- Rasto Roknic, viola
- Bryndis Bragadottir, viola
- Thomas Pitt, cello
- Judith-Maria Olofsson, cello
- Mattias Frostensson, kontrabas
- Per Bengtsson, oboe
- Lars Henriksson, oboe
- Gabriel Litsgård, fagott
- Fredrik Bock, luta, barockgitarr, teorb